# Scărișoara Nouă, Satu Mare
Scărișoara Nouă (în maghiară Piskolcliget, în germană Neupischkolt) este un sat în comuna Pișcolt din județul Satu Mare, Transilvania, România. Se află la 5 km de centrul de comună, Pișcolt.

### Istoricul localității
Satul a fost întemeiat în urma reformei agrare din anul 1921 de către moții colonizați din Munții Apuseni.

### Muzeul moților din localitatea Scărișoara Nouă
Muzeul este alcătuit din două clădiri, una găzduind expoziția de istorie, iar cealaltă expoziția de etnografie. Colecția etnografică a muzeului cuprinde peste 800 de obiecte aduse de moți din zona lor de origine. Casa în care se află muzeul etnografic, construită de săteni în deceniul patru al secolului trecut cuprinde șase încăperi. Expoziția de istorie prezintă și câteva descoperiri arheologice din zonă, fotografii și documente, precum și lucrări realizate de artiști contemporani.